# Лютомер
Лютомер  (нем. Luttenberg in der Steiermark, словен. Ljutomer, прекмурск. Lutmerk, прлекийск. Lotmerk) — город на северо-востоке Словении, центр муниципалитета Лютомер. Находится примерно в 40 км на восток от Марибора. Традиционно Лютомер был частью региона Нижняя Штирия, но теперь он включен в состав Помурского статистического региона. В основном, город строит свою экономику на выращивании винограда и виноделии.

## Название
Лютомер был засвидетельствован в письменных источниках как Лютенверде (нем. Lvtenwerde) в 1211 году, Лютенверде (нем. Lůtenwerde) в 1242 году, Лютенберх (нем. Lvtenberch) в 1249 году, Лютенберг (нем. Lutenberg) в 1269 году, Лютемберг (нем. Luetemberg) в 1380 году и Лютемберг (нем. Lutemberg) в 1440 году. Имена с «-berg» относятся к самому городу, а с «-werd» — к области, в которой он находится. До начала 19 века единственным словенским названием города было Лотмерк (словен. Lotmerk), заимствованное из немецкого языка. Современное словенское название впервые было придумано поэтом Станко Вразом в письме 1838 года, в котором он написал «do Ljutmera» (в переводе со словенского — «в Лютомер»). Это и другие словенские варианты были созданы приверженцами Иллирийского движения. При этом название Лютомер было присвоено городу примерно в 1858 году из-за ошибочного представления о том, что название города произошло от имени славянского племени, известного как «*L'utoměriťi». Первым было засвидетельствовано немецкое название Lutenberg (в другом варианте — Lutenberg), хотя неизвестно, имеет ли оно славянские заимствования или является чисто немецким. Среди местных жителей, город известен под названием Лотмерг (словен. Lotmerg) или под более новым вариантом — Лотмерк (словен. Lotmerk).

## История
Лютомер находится в самом центре региона Прлекия. Впервые он упоминается как поселение в письменных документах, датируемых 1242 годом. В 1265 году Лютомеру были предоставлены права на рынок. Город неоднократно опустошался пожарами и чумой. Также Лютомер подвергался османских и венгерских набегам. Первый массовый митинг (по-словенски «табор») в поддержку Объединенной Словении состоялся в Лютомере в 1868 году. До 1918 года в городе проживало значительное немецкоязычное меньшинство: в 1910 году 46% жителей города были немецкоговорящими. С другой стороны, в районе, где находится Лютомер преимущественно говорили на словенском. Лютомер получил статус города в 1927 году.
После Второй мировой войны югославская военная полиция (KNOJ) и тайная полиция (OZNA) убили от 9 до 12 богатых граждан Лютомера и избавились от их тел в братской могиле Бабий Ложич (словен. Grobišče Babji Ložič).
С конца 1960-х компания Imgrad начала производить в Лютомере киоски модели K67, впоследствии распространившиеся по странам Восточного блока.

## Архитектура
В центре города есть три главные площади, каждая со своей святыней:
- На Старой площади (словен. Stari trg) есть небольшая часовня, посвящённая Святой Анне. Она была построена в 1756 году и реконструирована в 1853 году с настенными росписями на боковых стенках, посвящёнными Святому Антонию и Святому Флориану.
- На Главной площади (словен. Glavni trg) есть монументальное святилище, посвященное Деве Марии. На вершине колонны, у ее основания находятся статуи Святого Роха и Святого Себастьяна. Святилище было построено в 1729 году мэром города Матьяжем Петеком. Оно также было отреставрировано в 1854 году.
- На площади Миклошич (словен. Miklošičev trg) находится небольшая часовня, посвященная Святому Флориану. Она была построена в 1736 году как часть церковной ограды.

В городе также есть приходская церковь, посвящённая Иоанну Крестителю. Первоначально, это было готическое здание, но в конце 17 века оно было преобразовано в трехнефное здание в стиле барокко и обнесено оградой.

## Известные люди
- Мойца Сенчар, врач
- Фрэнк Горца, певец
- Мария Лукачич, политик